# Casa das Hortas
A Casa das Hortas, ou Mosteiro da Visitação de Santa Maria, situa-se na Freguesia de Maximinos, Sé e Cividade, do Município de Braga, no Distrito de Braga.
Foi mandada construir por volta do século XVII, na zona Poente da cidade de Braga.
No início do século XX albergou a "Escola Académica". Na década de 50, as Irmãs da Ordem da Visitação adquiriram o edifício, então pertença da FNAT, (o actual INATEL), que depois de muitas obras foi transformado no Mosteiro para onde a comunidade se mudou, no dia 23 de Junho de 1956

## Família
Em finais do século XVII, a Casa das Hortas pertencia a João de Faria Machado, fidalgo-cavaleiro da Casa Real, e sua mulher D. Catarina da Cunha e Gusmão.
A Casa das Hortas foi herdada pelo filho deste casal, Sebastião Luís de Faria Machado da Cunha e Gusmão, fidalgo-cavaleiro da Casa Real, Vereador em Braga, que casou com D. Inocência Maria de Melo Lima e Abreu, filha de António de Lima de Abreu (c. 1750) , senhor da Quinta de Moz, fidalgo da Casa Real e descendente de uma antiga linhagem da aristocracia do Minho e de D. Maria de Melo e Lima.
António de Lima de Abreu e D. Maria de Melo e Lima eram primos por serem ambos descendentes de Leonel de Abreu e Lima (1530-1617), senhor da Casa do Ameal (Meadela, Viana do Castelo) e do Paço de Atães.
Sebastião Luís de Faria Machado da Cunha e Gusmão e D. Inocência Maria de Melo Lima e Abreu foram pais de António José de Faria Machado da Cunha e Gusmão da Rocha Tinoco (1726-1796), fidalgo-cavaleiro da Casa Real, Vereador em Braga, que casou com D. Maria Tomásia de Miranda de Abreu e Lima (1756-1822). D. Maria Tomásia era filha de Manuel Félix Pereira de Miranda Medeiros Campelo e Gomide e de D. Ana Maria Antónia de Abreu e Lima da Silva Gaio.
João de Faria Machado de Miranda Pereira da Rocha Tinoco herda a Casa das Hortas de seus pais, António José de Faria Machado da Cunha e Gusmão da Rocha Tinoco e de D. Maria Tomásia de Miranda de Abreu e Lima. 
Casou com D. Maria Inácia Lúcia Pinto Roby Pacheco da Costa Pereira de Vilhena Coutinho de Sotomaior (1784-1857). Era irmão de D. Ana Carolina de Faria Machado de Miranda Pereira (n. 1785), casada com José Borges Pereira Pacheco Vieira da Maia Pimentel (1761-1831), senhor da Casa do Vale das Flores, Ínfias, Braga.
|  |                                                                 |  |  |  |  |  |  |  |  |  |  |  |  |  |  |  |
|  | João de Faria Machado                                           |  |  |  |  |  |  |  |  |  |  |  |  |  |  |  |
|  |                                                                 |  |  |  |  |  |  |  |  |  |  |  |  |  |  |  |
|  |                                                                 |  |  |  |  |  |  |  |  |  |  |  |  |  |  |  |
|  | Sebastião Luís de Faria Machado da Cunha e Gusmão               |  |  |  |  |  |  |  |  |  |  |  |  |  |  |  |
|  |                                                                 |  |  |  |  |  |  |  |  |  |  |  |  |  |  |  |
|  |                                                                 |  |  |  |  |  |  |  |  |  |  |  |  |  |  |  |
|  | D. Catarina da Cunha e Gusmão                                   |  |  |  |  |  |  |  |  |  |  |  |  |  |  |  |
|  |                                                                 |  |  |  |  |  |  |  |  |  |  |  |  |  |  |  |
|  |                                                                 |  |  |  |  |  |  |  |  |  |  |  |  |  |  |  |
|  | António José de Faria Machado da Cunha e Gusmão da Rocha Tinoco |  |  |  |  |  |  |  |  |  |  |  |  |  |  |  |
|  |                                                                 |  |  |  |  |  |  |  |  |  |  |  |  |  |  |  |
|  |                                                                 |  |  |  |  |  |  |  |  |  |  |  |  |  |  |  |
|  | António de Lima de Abreu                                        |  |  |  |  |  |  |  |  |  |  |  |  |  |  |  |
|  |                                                                 |  |  |  |  |  |  |  |  |  |  |  |  |  |  |  |
|  |                                                                 |  |  |  |  |  |  |  |  |  |  |  |  |  |  |  |
|  | D. Inocência Maria de Melo Lima e Abreu                         |  |  |  |  |  |  |  |  |  |  |  |  |  |  |  |
|  |                                                                 |  |  |  |  |  |  |  |  |  |  |  |  |  |  |  |
|  |                                                                 |  |  |  |  |  |  |  |  |  |  |  |  |  |  |  |
|  | Maria de Melo e Lima                                            |  |  |  |  |  |  |  |  |  |  |  |  |  |  |  |
|  |                                                                 |  |  |  |  |  |  |  |  |  |  |  |  |  |  |  |
|  |                                                                 |  |  |  |  |  |  |  |  |  |  |  |  |  |  |  |
|  | João de Faria Machado de Miranda Pereira da Rocha Tinoco        |  |  |  |  |  |  |  |  |  |  |  |  |  |  |  |
|  |                                                                 |  |  |  |  |  |  |  |  |  |  |  |  |  |  |  |
|  |                                                                 |  |  |  |  |  |  |  |  |  |  |  |  |  |  |  |
|  | João Pereira de Miranda                                         |  |  |  |  |  |  |  |  |  |  |  |  |  |  |  |
|  |                                                                 |  |  |  |  |  |  |  |  |  |  |  |  |  |  |  |
|  |                                                                 |  |  |  |  |  |  |  |  |  |  |  |  |  |  |  |
|  | Manuel Félix Pereira de Miranda Medeiros Campelo e Gomide       |  |  |  |  |  |  |  |  |  |  |  |  |  |  |  |
|  |                                                                 |  |  |  |  |  |  |  |  |  |  |  |  |  |  |  |
|  |                                                                 |  |  |  |  |  |  |  |  |  |  |  |  |  |  |  |
|  | D. Inês Maria Pimentel                                          |  |  |  |  |  |  |  |  |  |  |  |  |  |  |  |
|  |                                                                 |  |  |  |  |  |  |  |  |  |  |  |  |  |  |  |
|  |                                                                 |  |  |  |  |  |  |  |  |  |  |  |  |  |  |  |
|  | D. Maria Tomásia de Miranda de Abreu e Lima                     |  |  |  |  |  |  |  |  |  |  |  |  |  |  |  |
|  |                                                                 |  |  |  |  |  |  |  |  |  |  |  |  |  |  |  |
|  |                                                                 |  |  |  |  |  |  |  |  |  |  |  |  |  |  |  |
|  | Manuel de Abreu e Lima                                          |  |  |  |  |  |  |  |  |  |  |  |  |  |  |  |
|  |                                                                 |  |  |  |  |  |  |  |  |  |  |  |  |  |  |  |
|  |                                                                 |  |  |  |  |  |  |  |  |  |  |  |  |  |  |  |
|  | D. Ana Maria Antónia de Abreu e Lima da Silva Gaio              |  |  |  |  |  |  |  |  |  |  |  |  |  |  |  |
|  |                                                                 |  |  |  |  |  |  |  |  |  |  |  |  |  |  |  |
|  |                                                                 |  |  |  |  |  |  |  |  |  |  |  |  |  |  |  |
|  | D. Antónia Filipa Pais de Araújo Gaio                           |  |  |  |  |  |  |  |  |  |  |  |  |  |  |  |
|  |                                                                 |  |  |  |  |  |  |  |  |  |  |  |  |  |  |  |
|  |                                                                 |  |  |  |  |  |  |  |  |  |  |  |  |  |  |  |

Herdou a casa D. Maria Emília de Faria Machado Pinto Roby, filha de João de Faria Machado de Miranda Pereira da Rocha Tinoco, que deixou como herdeiro José Borges Pacheco Pereira de Faria, responsável pela venda da Casa das Hortas.

## Características

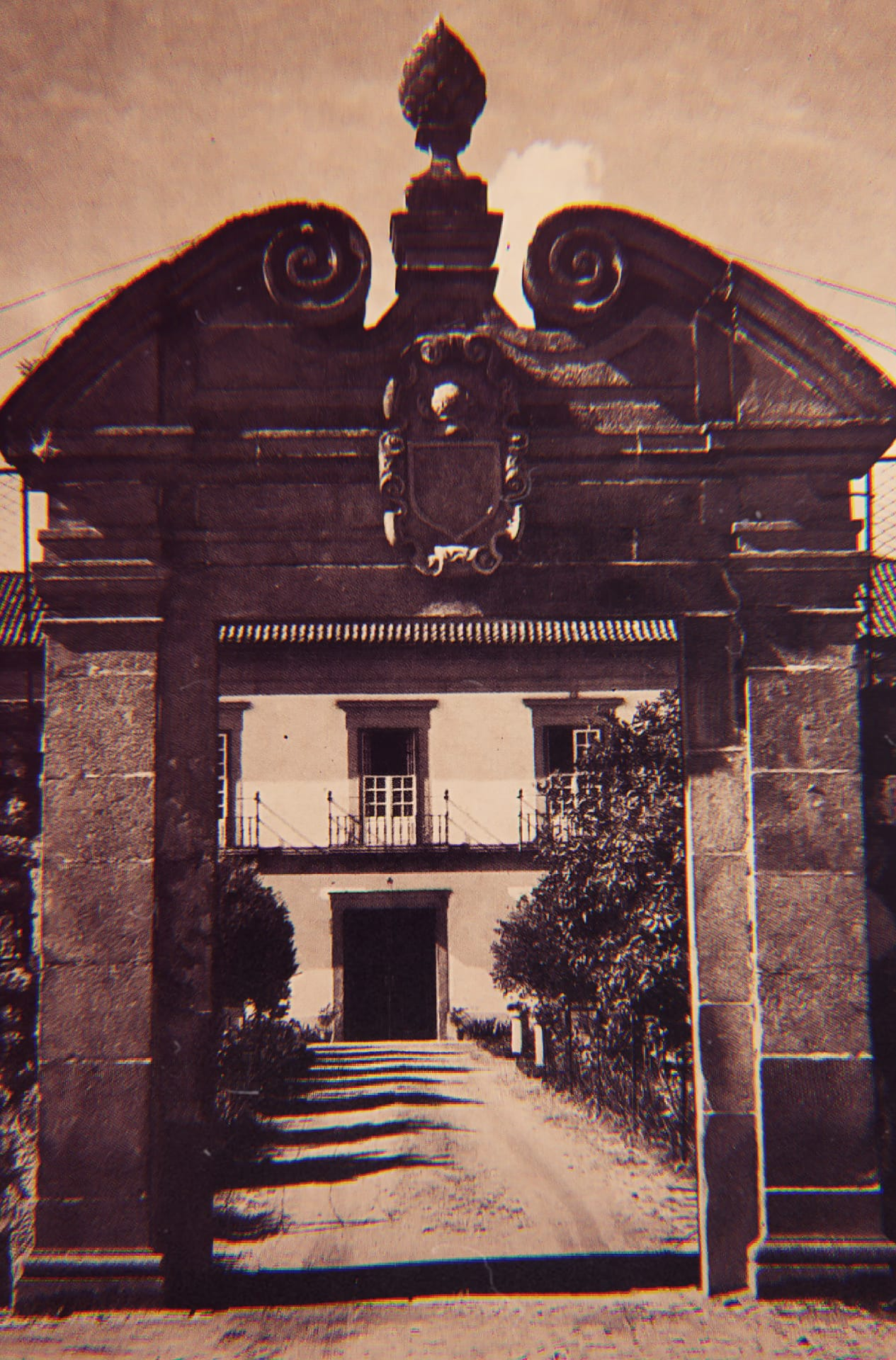
Portal de granito da Casa das Hortas, Maximinos, Braga. Família Faria Machado.

A Casa das Hortas corresponde ao modelo austero que se praticava nesta tipologia residencial durante o século XVII. Com dois pisos e grande horizontalidade a planta da estrutura primitiva desenvolve-se em L, com cobertura composta de telhado de quatro águas. Mais tarde são acrescentados dois volumes que conferem o aspecto actual e a existência de um pátio interior de dimensões consideráveis.
Tratava-se de uma casa de grandes dimensões com alçados rebocados e pintados de branco e com aberturas ritmadas perfazendo um total de 7 janelas de sacada, no piso superior, ligadas por uma faixa de pedra que percorre todo o edifício (dividindo horizontalmente o volume) encimando, novamente, 7 outros vãos (actualmente todos portas, mas provavelmente seriam portas e gateiras, ou tudo gateiras e apenas uma porta a eixo) no alçado nascente que dá para o terreiro fronteiro à Casa das Hortas. Cornija de forte expressão e cunhais. O alçado norte ostenta a mesma composição (janela de sacada a encimar vão no piso térreo) no número de 5.
Entra-se por portal de granito que interrompe muro do mesmo material encimado por merlões. Inicialmente este muro seria rebocado e pintado de branco pois o aparelho que actualmente se encontra à vista em tudo nos encaminha para esta conclusão. O Portal é, à semelhança da casa, austero e bastante comedido ao nível da decoração, encimado por frontão interrompido, ao gosto maneirista, oferecendo espaço para, a eixo, se erguia um volume encimado por urna decorada em forma de pinha, substituída em 202o por uma estátua de São Miguel. A cornija era igualmente interrompida pela pedra de armas da família que Vaz-Osório da Nóbrega refere que "(...)foi mandada colocar no portão por Sebastião Luís de Faria Machado da Cunha e Gusmão (...)".
A pedra de Armas representava as famílias Faria e Machado, em escudo partido, tendo sido picadas aquando da venda da Casa das Hortas por José Borges Pacheco Pereira de Faria,tendo sido substituída pelos símbolos da Arma Christi.